# Anthanassa lelex
Anthanassa lelex är en fjärilsart som beskrevs av Bates 1864. Anthanassa lelex ingår i släktet Anthanassa och familjen praktfjärilar. Inga underarter finns listade i Catalogue of Life.